# Chaoborus
Chaoborus is een muggengeslacht uit de familie van de Pluimmuggen (Chaoboridae).

## Soorten
- C. albatus Johnson, 1921
- C. americana (Johannsen, 1903)
- C. astictopus Dyar and Shannon, 1924
- C. cooki Saether, 1970
- C. crystallinus (De Geer, 1776)
- C. festivus Dyar and Shannon, 1924
- C. flavicans (Meigen, 1830)
- C. maculipes Stone, 1965
- C. nyblaei (Zetterstedt, 1838)
- C. obscuripes (van der Wulp, 1859)
- C. pallidus (Fabricius, 1794)
- C. punctipennis (Say, 1823)
- C. trivittata (Loew, 1862)